# Clafoutis
Il clafoutis, o clafouti, è un dolce cotto al forno composto da ciliegie nere annegate in una pasta simile a quella delle crêpes. È un dessert originario del Limosino.
Il clafoutis si è diffuso nel XIX secolo.
Il nome deriva dall'occitano clafotis, dal verbo "clafir" che significa riempire, sottinteso "di ciliegie". Secondo Alain Rey il nome del clafoutis proviene dall'incrocio del verbo latino "clavum figere" che significa "conficcare un chiodo" nel senso di riempire, e di un derivato in "eiz" del verbo "foutre", "mettere, ficcare".

## Varianti

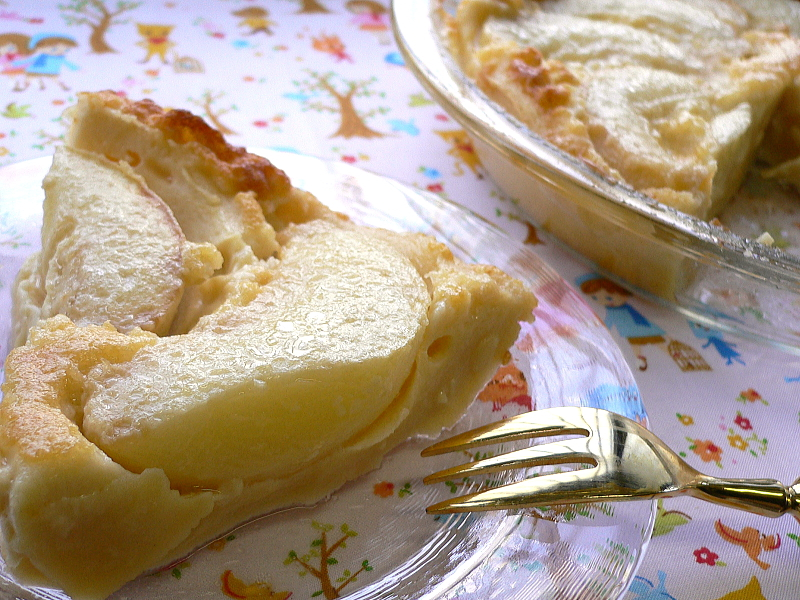
Clafoutis di pesche

Esistono molte varianti, con diversi tipi di frutta, quali pere, mele, albicocche, pesche, prugne e altri, anche con aggiunta di frutta secca, le quali prendono il nome più specifico di flaugnarde.
Esistono anche varianti salate, in cui al posto dello zucchero si mette formaggio grattugiato, ed al posto della frutta verdura cotta (funghi, spinaci, bietole, cavolfiori, ortiche). Un'ulteriore variante è quella di utilizzare pane raffermo senza crosta, bagnato di latte o succo di frutta, al posto della farina. È un modo elegante di riciclare avanzi.
Le signore che cucinano spesso clafoutis, pietanza piuttosto facile, vengono chiamate "clafouteuses".